# 関ケ原駅
関ケ原駅（せきがはらえき）は、岐阜県不破郡関ケ原町大字関ケ原にある、東海旅客鉄道（JR東海）東海道本線の駅である。駅番号はCA79。岐阜県最西端の駅である。
南荒尾信号場で分岐していた上り本線・下り本線（通称：垂井線）・新垂井線（東海道本線別線）と呼ばれる単線が当駅で合流する。運行形態の詳細は「東海道線 (名古屋地区)」を参照。なお、ダイヤは後述する。

## 歴史
- 1883年（明治16年）5月1日：官設鉄道の長浜駅 - 関ケ原駅間開業時に設置[3]。一般駅当時は、春照駅経由で長浜駅と連絡していた[3]。
- 1889年（明治22年）7月1日：分岐点（後の深谷駅） - 長岡駅（近江長岡駅） - 米原駅 - 馬場駅（現在の膳所駅）間の延長線が開業。分岐点 - 長浜駅間休止。
- 1891年（明治24年）1月12日：長岡駅・長浜駅への分岐点に深谷駅（貨物駅）が開業。深谷駅 - 長浜駅間が貨物線として運行再開。
- 1895年（明治28年）4月1日：路名称制定。東海道線（1909年に東海道本線に改称）の所属となる。
- 1899年（明治32年）
  - 10月15日：関ケ原駅 - （柏原駅） - 長岡駅間の勾配緩和新線（現在線）が開業。
  - 12月28日：関ケ原駅 - 深谷駅 - 長岡駅および深谷駅 - 長浜駅間が廃線[3]。
- 1944年（昭和19年）10月11日：新垂井駅経由の勾配緩和別線（下り専用）が開業[10]。南荒尾信号場 - 垂井駅 - 関ケ原駅間の下り線が撤去される。
- 1946年（昭和21年）11月1日：下り本線復活。
- 1973年（昭和48年）10月1日：貨物の取り扱いを廃止[11]。
- 1984年（昭和59年）2月1日：荷物の取り扱いを廃止[11]。
- 1986年（昭和61年）11月1日：新垂井線にあった新垂井駅が廃止[10]。全普通列車が垂井駅経由での運転となる。
- 1987年（昭和62年）4月1日：国鉄分割民営化により東海旅客鉄道（JR東海）が承継[11][10]。
- 1991年（平成3年）10月6日：第1回さわやかウォーキングが当駅で開催される。（コース名:関ケ原古戦場めぐり）
- 日付不明:名古屋発当駅止まりの最終列車の運転と夜間留置を開始。[12]
- 2006年（平成18年）11月25日：名古屋駅方面においてICカード「TOICA」の利用が可能となる。
- 2016年（平成28年）3月26日：ダイヤ改正に伴い、「ホームライナー関ヶ原」が運転区間を大垣までに短縮し、当駅までのホームライナーが消滅[13]。
- 2019年（平成31年）3月2日：当駅以西（醒ケ井駅方面）においてICカード「TOICA」の利用が可能となる[14]。
- 2024年（令和6年）
  - 1月31日：JR全線きっぷうりばの営業を終了[15]。
  - 2月1日：サポートつき指定席券売機が稼働開始[8][9]し、お客様サポートサービス導入に伴い無人化[注釈 1][8][9]。

## 駅構造
島式ホーム2面4線を有する地上駅である。駅舎は構内南側にあり、2つのホームとは跨線橋で連絡している。お客様サポートサービスを導入している無人駅であり、大垣駅から遠隔管理されている。2024年1月末までは有人駅であった。サポートつき指定席券売機と自動改札機が設置されている。

### のりば
| 番線 | 路線          | 方向 | 経由       | 行先                         | 備考                         |
| ---- | ------------- | ---- | ---------- | ---------------------------- | ---------------------------- |
| 1    | CA 東海道本線 | 下り | 垂井線経由 | 米原・京都方面               |                              |
| 2    | CA 東海道本線 | 上り | 垂井線経由 | 大垣・名古屋方面             | 当駅始発専用                 |
| 3    | CA 東海道本線 | 下り | 本線経由   | （特急・貨物列車の通過のみ） | （特急・貨物列車の通過のみ） |
| 4    | CA 東海道本線 | 上り | 本線経由   | 大垣・名古屋方面             |                              |

各のりばに関して
- 1番線 - 下り停車列車はすべて垂井駅（垂井線）を経由するため、このホームを使用する。
- 2番線 - 当駅始発及び当駅止まりの列車が使用[注釈 3]するが、配線上は上り本線に進入できないため、垂井駅[注釈 4]まで垂井線を走行する。そのため、当駅から垂井駅までは単線並列のような状態（※複線区間を逆走するように見えるため）となる。
- 3番線 - 新垂井線からの貨物列車および特急列車が通過するのみである。かつては新垂井駅経由で米原方面に直通する普通列車が停車していた。しかし、1986年11月改正時に同駅が廃止された後は定期列車の客扱いが行われていない。ただし、臨時列車では新垂井線を経由していた国鉄時代の『近江路』（新垂井駅廃止以前から運転。名古屋鉄道管理局の165系が名古屋駅から京都駅まで直通）、国鉄民営化後の『ナイスホリデー近江路』（JR東海の311系または117系が長浜駅まで直通）や『伊吹ホリデー（221）』（JR西日本の117系または221系が新快速の延長運転扱いで大垣駅または岐阜駅まで直通。221系使用時は列車名にも『221』がついた時期あり）など、垂井駅に停車しないことを前提とした臨時快速の下り列車が客扱いを行っていた。
- 4番線 - 上り列車の全列車が垂井駅（東海道本線）を経由するため、2番線からの当駅始発列車を除いてこのホームを使用する。

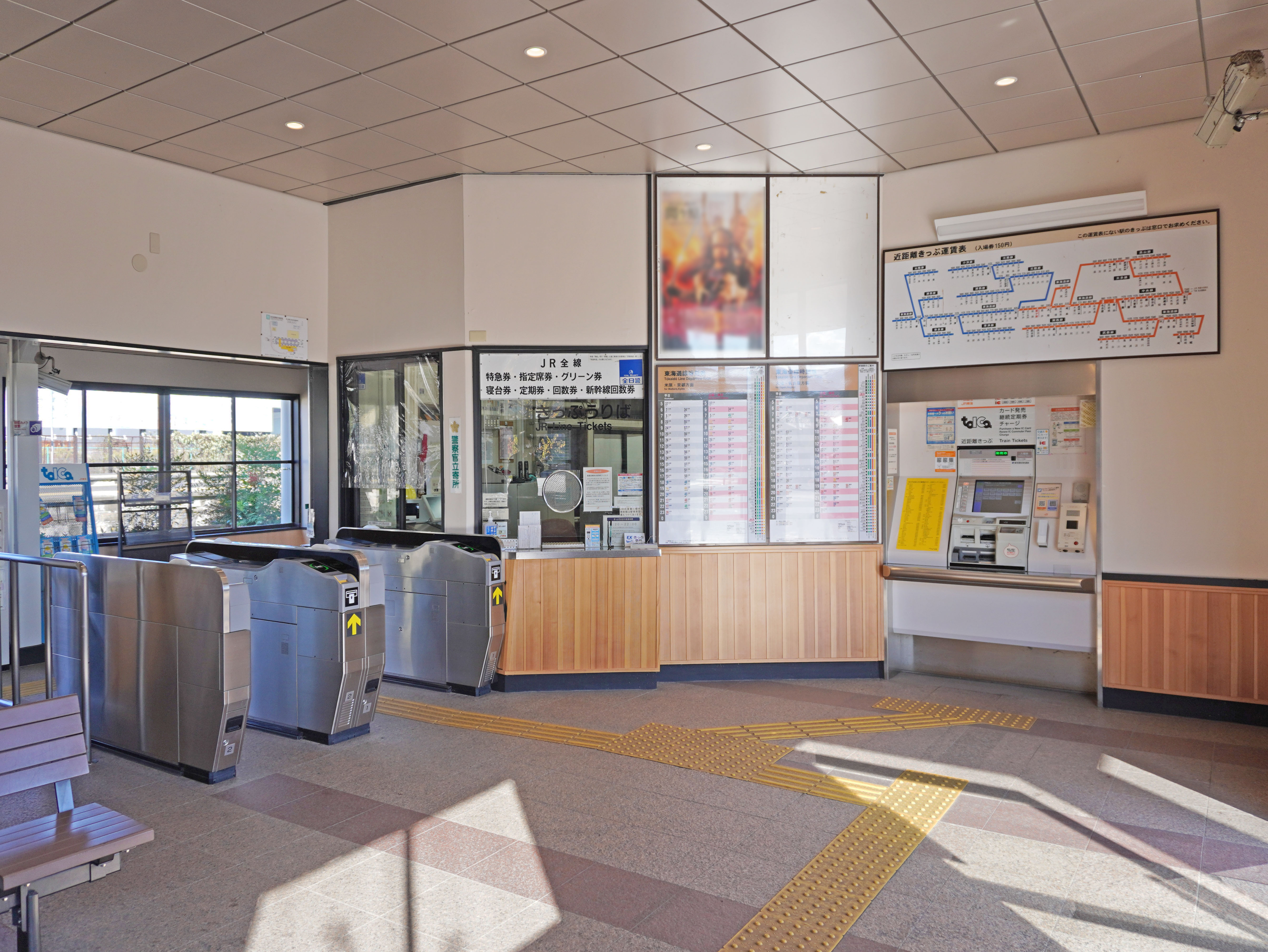
改札口（2022年11月）
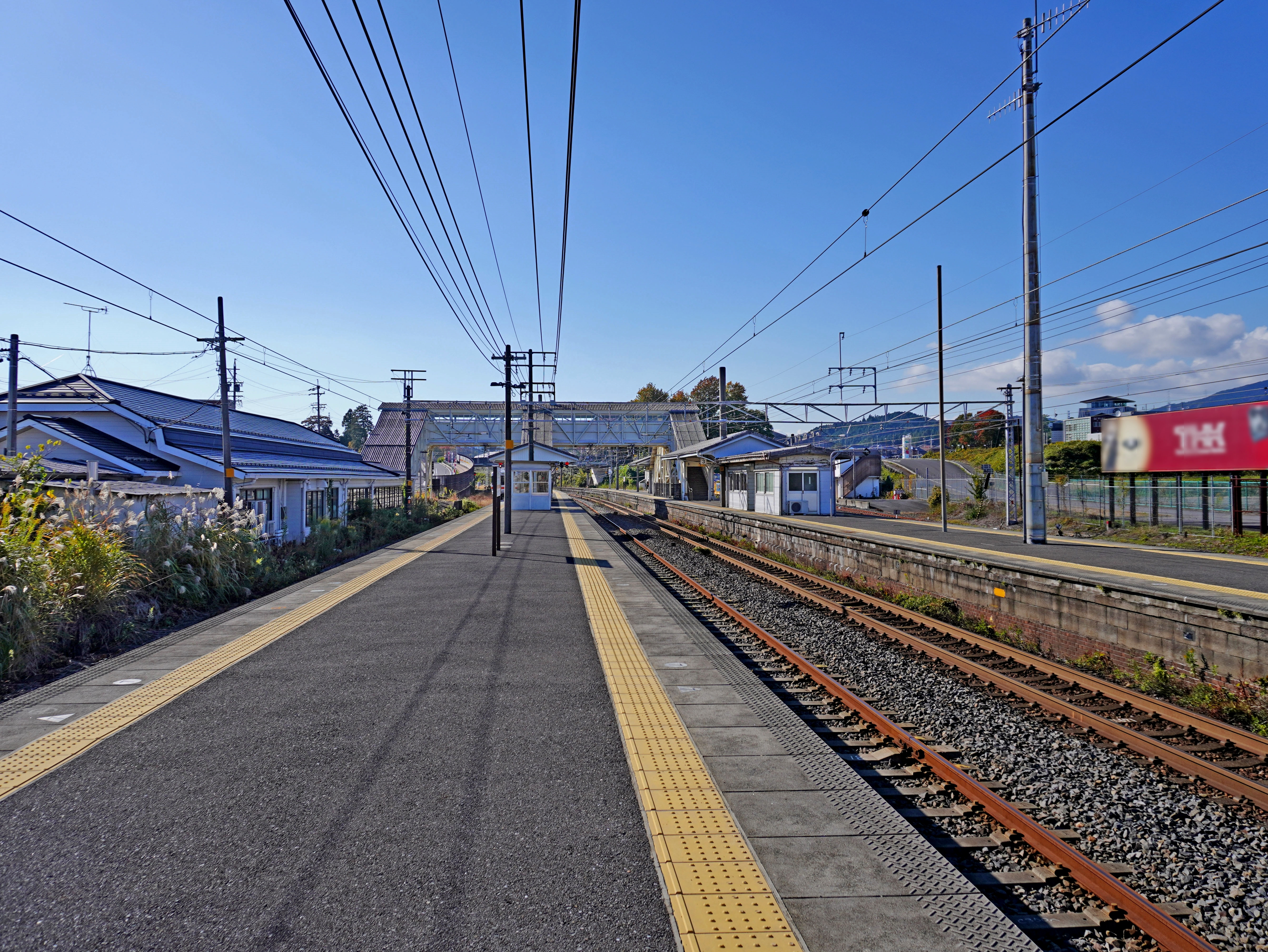
ホーム（2022年11月）
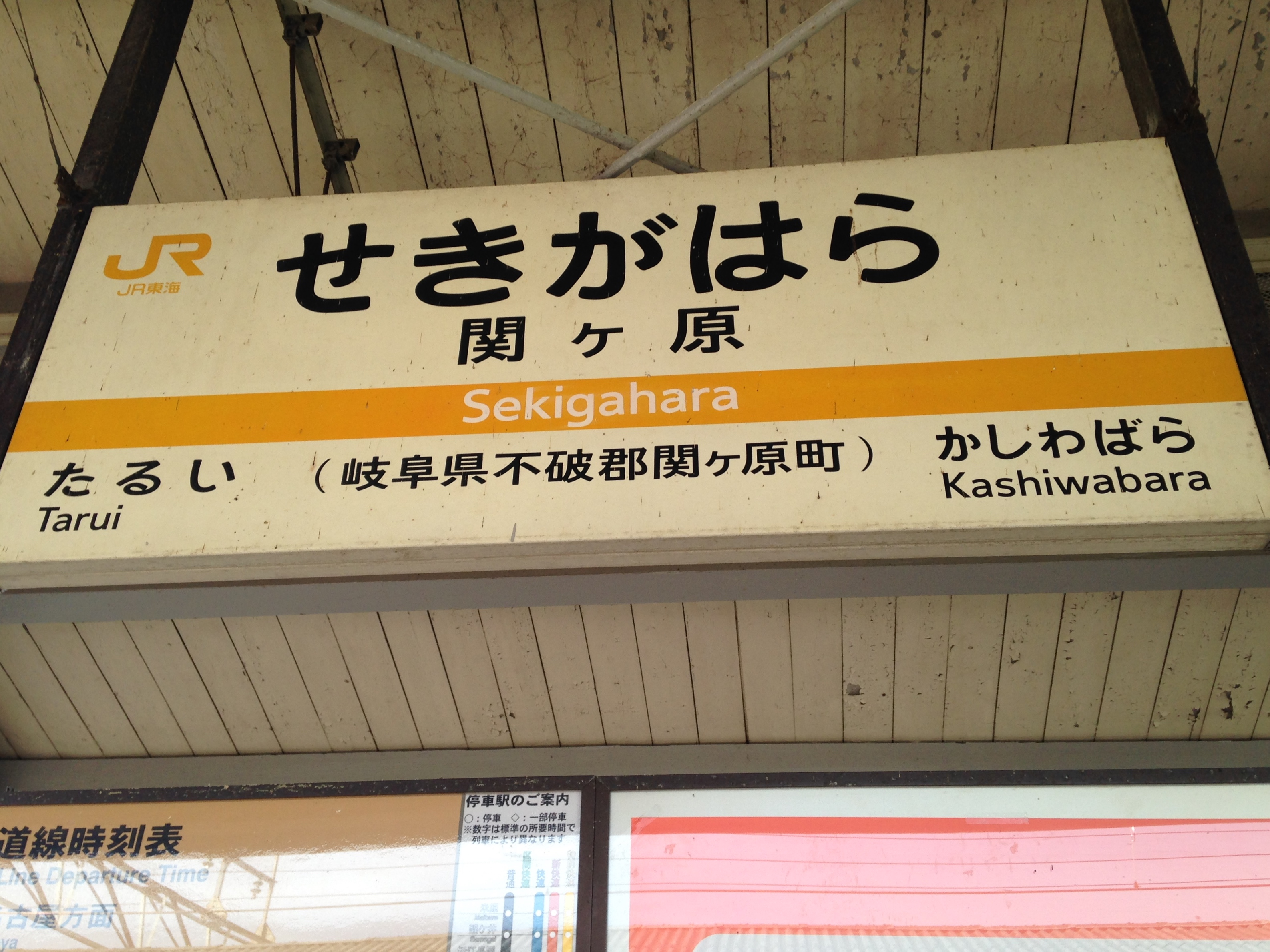
駅名標。小文字の「ヶ」が使われる（2014年2月）

### 配線図
| ← 大垣・ 名古屋方面 | 南荒尾信号場 - 関ケ原駅間 線路配線略図 | → 米原方面 |
| | ↓ 美濃赤坂駅                           |            |
| 凡例 出典: 色付き線の名称の凡例 本線上り：正式には本線上り線 本線下り：支線（新垂井線） 垂井線：正式には本線下り線 美濃赤坂線：大垣駅 - 美濃赤坂駅間の支線（美濃赤坂線を参照） |                                        |            |

## ダイヤ
各列車は岐阜・名古屋方面へ直通する。なお、当駅から米原駅間の運行本数は東海道本線内で最も少ない。
日中時間帯
- 米原 - 大垣を運行する普通が、上下線とも1時間あたり2本停車する。

朝
- 米原始発の新快速と当駅始発の新快速・区間快速が運行される。なお、土曜・休日は米原発着の特別快速と米原行きの区間快速も運行される。

夕方以降
- 米原発着の特別快速・新快速・快速が運行される。なお、晩は米原行きの区間快速も運行されるほか、当駅止まりの特別快速と区間快速がそれぞれ1本ずつ運行される。

## 利用状況
「岐阜県統計書」によると、近年の1日平均乗車人員は以下の通りである。
| 年度   | 1日平均 乗車人員 |
| ------ | ---------------- |
| 2000年 | 1,133            |
| 2001年 | 1,062            |
| 2002年 | 1,033            |
| 2003年 | 1,049            |
| 2004年 | 1,033            |
| 2005年 | 1,029            |
| 2006年 |                  |
| 2007年 | 1,027            |
| 2008年 | 1,051            |
| 2009年 | 1,032            |
| 2010年 | 1,071            |
| 2011年 | 1,095            |
| 2012年 | 1,066            |
| 2013年 | 1,036            |
| 2014年 | 990              |
| 2015年 | 1,002            |
| 2016年 | 1,007            |
| 2017年 | 993              |
| 2018年 | 988              |

周辺の高齢化で利用客はあまり多くないが、観光での利用が若干増えている。JR東海の移動等円滑化取組報告書によれば、2023年度の1日当たりの利用者数は1,699人。

## 駅周辺

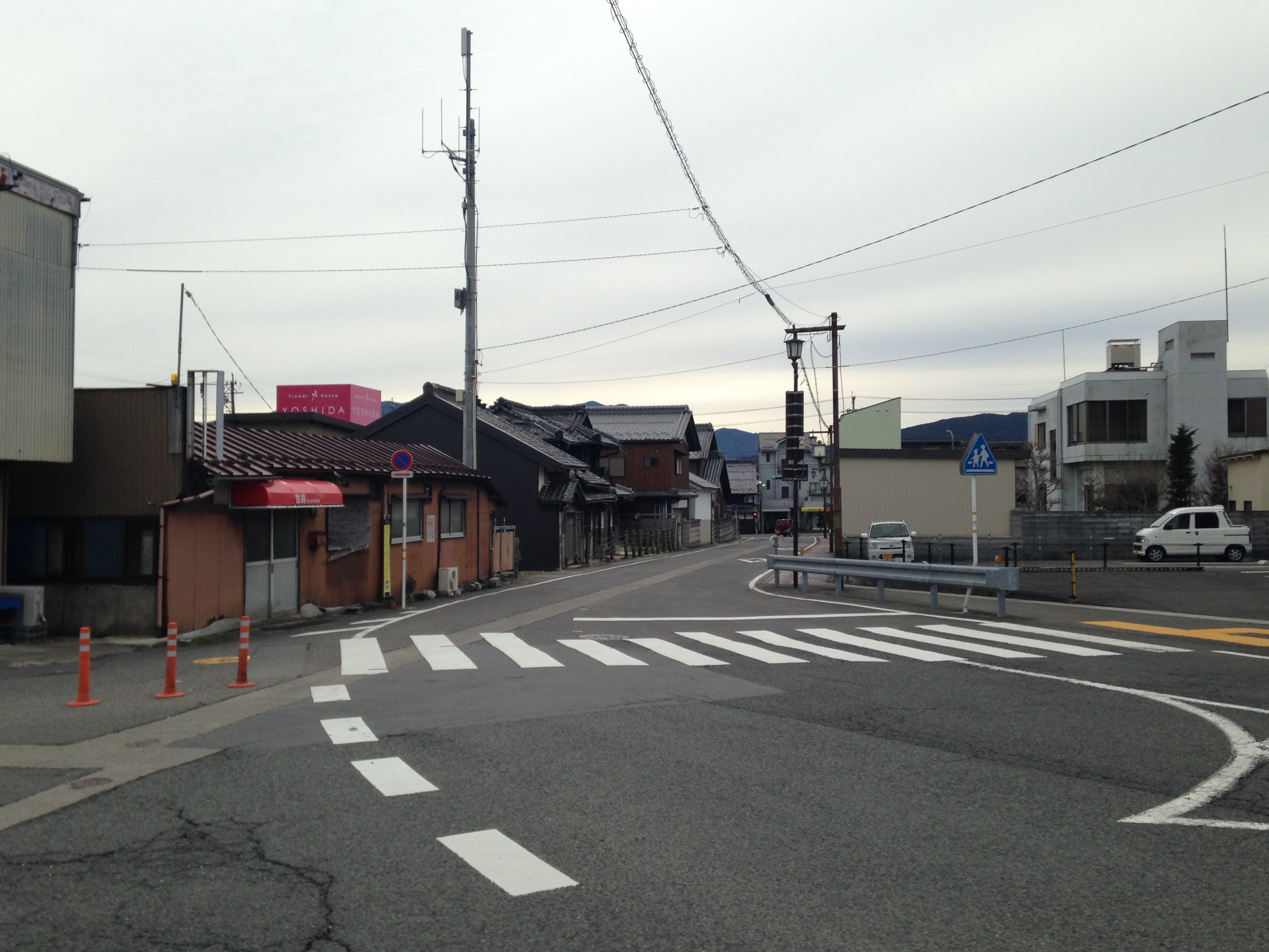
駅前（2014年2月）

出入口は南側にしかなく、小規模ながら関ケ原町の市街地が広がっている。関ヶ原合戦後の陣地跡も駅周辺にも点在している。点在する観光資源を有効活用できるよう拠点として2015年に関ケ原駅前観光交流館が開館した。市街地は出入口と反対側の北側に位置し、踏切で南北を行き来することが出来る。
- 関ケ原駅前観光交流館 - 2015年10月4日開館[20][21]
- 関ヶ原古戦場
- 岐阜関ケ原古戦場記念館
- 関ケ原町歴史民俗学習館
- 関ヶ原ウォーランド
- 関ケ原町役場
- 関ケ原ふれあいセンター
- 関ケ原戦国甲冑館
- 国道21号
- 国道365号
- 名神高速道路関ヶ原IC
- 伊吹山ドライブウェイ入口
- 中山道関ヶ原宿
- THK岐阜工場
- 大垣共立銀行関ヶ原支店
- 関ケ原郵便局
- 胡麻の郷

## バス路線
「関ケ原駅」停留所にて、以下の路線バスやコミュニティバスが発着する。
- 名阪近鉄バス
  - 関ヶ原時線：牧田（上野）・時
  - 大垣伊吹山線：伊吹山 / 大垣駅前 ※季節運行
- 関ケ原町ふれあいバス
  - 関ケ原コース：やすらぎ（関ケ原診療所）
  - 今須コース：貝戸改善センター

## 隣の駅
東海旅客鉄道
CA 東海道本線
■特別快速・■新快速・■快速・■区間快速・■普通（上り区間快速は当駅始発のみ）
垂井駅 (CA78) - 関ケ原駅 (CA79) - 柏原駅 (CA80)
CA 東海道本線（新垂井線）
（優等列車・貨物列車のみ）
大垣駅 (CA77) → （南荒尾信号場） → 関ケ原駅 (CA79)
※1986年（昭和61年）まで、新垂井線の南荒尾信号場と当駅の間に新垂井駅が存在した。

### かつて存在した路線
逓信省鉄道局（官設鉄道）
東海道線（旧線） 
（垂井駅 -） 関ケ原駅 - （貨）深谷駅 - 長岡駅（現・近江長岡駅）